# فرودگاه مک‌مین
فرودگاه مک‌مین (به انگلیسی: McMinn Airport) یک فرودگاه همگانی بهره‌برداری هوایی است که یک باند فرود آسفالت دارد و طول باند آن ۸۰۸ متر است. این فرودگاه در کشور ایالات متحده آمریکا قرار دارد و در ارتفاع ۲۰۷ متری از سطح دریا واقع شده‌است.